# Miroslava Breach
Miroslava Breach Velducea (7. srpna 1962 – 23. března 2017) byla mexická novinářka.
Narodila se v městečku Chínipas de Almada ve státě Chihuahua a studovala ve městech Los Mochis v Sinaloe (základní škola), Navojoa v Sonoře (střední škola) a La Paz v Baja California Sur (vysoká škola). Koncem osmdesátých let začala přispívat do novin v Los Cabos a v devadesátých letech se usadila ve městě Chihuahua, kde psala do novin El Heraldo de Chihuahua, El Diario de Chihuahua a El Norte de Ciudad Juárez. V roce 1997 začala přispívat do jedněch z největších mexických novin, La Jornada. Dlouhodobě se věnovala psaní o ilegálním obchodu s drogami, porušování lidských práv a korupci. V roce 2017 byla zasažena osmi střelnými ranami ve svém automobilu, v němž s ní cestoval i její syn; ten nebyl zraněn, ona zemřela při převozu do nemocnice.